# Dziewięć dni jednego roku
Dziewięć dni jednego roku (ros. Девять дней одного года) – radziecki czarno-biały dramat filmowy w reżyserii Michaiła Romma. Opowieść o problemach młodego naukowca, który ma poczucie misji.

## Obsada
- Aleksiej Batałow – Dymitr Gusiew, fizyk jądrowy
- Innokientij Smoktunowski – Ilia Lulikow, fizyk-teoretyk
- Tatiana Ławrowa – Lola, fizyk, żona Gusiewa
- Lusiena Owczinnikowa – Niura, młodsza siostra Gusiewa
- Jurij Kiriejew – mąż Niury
- Anna Pawłowa – starsza siostra Gusiewa
- Nikołaj Siergiejew – ojciec Gusiewa
- Siergiej Blinnikow – Butow, dyrektor instytutu
- Nikołąj Płotnikow – profesor Sincow, fizyk
- Ada Wójcik – Marija Tichonowna, żona Sincowa
- Jewgienij Jewstigniejew – Nikołaj Iwanowicz, fizyk
- Michaił Kozakow – Walerij Iwanowicz, fizyk
- Nikołaj Grabbe – Wasilij, fizyk
- Igor Jasułowicz – Fiodorow, fizyk
- Andriej Smirnow – brodaty fizyk
- Lew Durow – oficer KGB z instytutu
- Walentina Bielajewa – lekarz z instytutu
- Konstantin Chudiakow – młody naukowiec
- Anna Demidowa – studentka
- Gieorgij Jepifancew – Mitia
- Jewgienij Tietierin – profesor Pokrowski, biofizyk
- Natalia Batyriewa – fizyk
- Walentina Ananina – fizyk
- Igor Dobrolubow – fizyk
- Rezo Esadze – fizyk
- Władimir Lippart – fizyk
- Walentin Nikulin – fizyk
- Walerij Babiatinski – fizyk
- Paweł Winnik – gość w mieszkaniu Gusiewa
- Gierman Połoskow – gość na weselu
- Zoja Wasilkowa – gość na weselu
- Aleksandr Pielewin – gość na weselu
- Ilia Rutberg – gość na weselu
- Paweł Szpringfeld – gość na weselu
- Gogi Charabadze – gość na weselu
- Oleg Mokszancew – urzędnik na lotnisku
- Piotr Sawin – kelner
- Bruno Lausz – człowiek ze stołówki